# Ernst Beckmann (Chemiker)

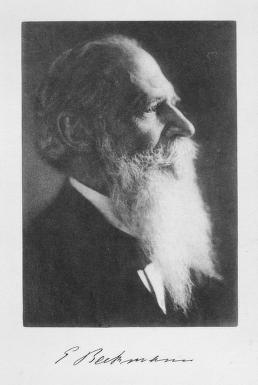
Ernst Beckmann

Ernst Otto Beckmann (* 4. Juli 1853 in Solingen; † 12. Juli 1923 in Berlin) war ein deutscher Chemiker.

## Leben
Der Sohn des Fabrikbesitzers Friedrich Wilhelm Beckmann und der Julie Keusendorf besuchte das Realgymnasium seiner Heimatstadt (heute Gymnasium Schwertstraße Solingen). Nach dem Abitur im Jahr 1870 absolvierte er eine Ausbildung als Apothekengehilfe und war in Elberfeld, Arolsen, Leipzig, Köln und Wiesbaden bei Remigius Fresenius tätig. 1875 begann er an der Universität Leipzig ein Studium der Pharmazie und Chemie. Nachdem er 1876 das pharmazeutische Staatsexamen absolviert hatte, wurde er 1878 von Hermann Kolbe mit einer Arbeit Ueber die Oxydationsprodukte der Dialkylsulfide und ähnlicher Verbindungen promoviert. 1879 wurde er Assistent im Labor von Robert Otto an der Technischen Hochschule Braunschweig und habilitierte sich 1882 in Chemie und Pharmazie.
Nach seiner Rückkehr nach Leipzig musste er als Voraussetzung zur Anerkennung seiner Habilitation noch den Abschluss eines humanistischen Gymnasiums vorweisen. Mit Anfang Dreißig vertiefte er sich in die klassischen Sprachen und holte 1884 die geforderte Abiturprüfung nach. An der Universität Leipzig wurde er Privatdozent und erhielt 1890 eine außerordentliche Professur für physikalische Chemie. Im Jahr 1890 wurde Beckmann in die Leopoldina und in die Sächsische Akademie der Wissenschaften aufgenommen. 1891 wechselte er in gleicher Funktion an die Universität Gießen, wurde 1892 ordentlicher Professor an der Universität Erlangen und Direktor der staatlichen Untersuchungsanstalt für Nahrungs- und Genussmittel. 1897 kehrte er als ordentlicher Professor und Direktor des Laboratoriums für angewandte Chemie nach Leipzig zurück, nachdem Wilhelm Ostwald dort sein neugegründetes Wilhelm-Ostwald-Institut für physikalische und theoretische Chemie gegründet hatte. Nach mehreren Angeboten von verschiedenen Fachinstituten ging er schließlich 1912 als erster Direktor an das neu gegründete Kaiser-Wilhelm-Institut für Chemie in Berlin-Dahlem, wo unter anderem Richard Willstätter, Lise Meitner und Otto Hahn seine wissenschaftlichen Mitarbeiter waren. Seit 1912 war er auch ordentliches Mitglied der Preußischen Akademie der Wissenschaften.
Aus seiner am 20. März 1887 geschlossenen Ehe mit Bertha, der Tochter des Schieferbruchbesitzers und geheimen Kommerzienrats Karl Oertel und dessen Frau Emilie Dürr, sind die Tochter Erna und die Söhne Karl und Helmert bekannt.
Am 12. Juli 1923 verstarb Ernst Beckmann in Berlin im Alter von 70 Jahren.

## Wirken

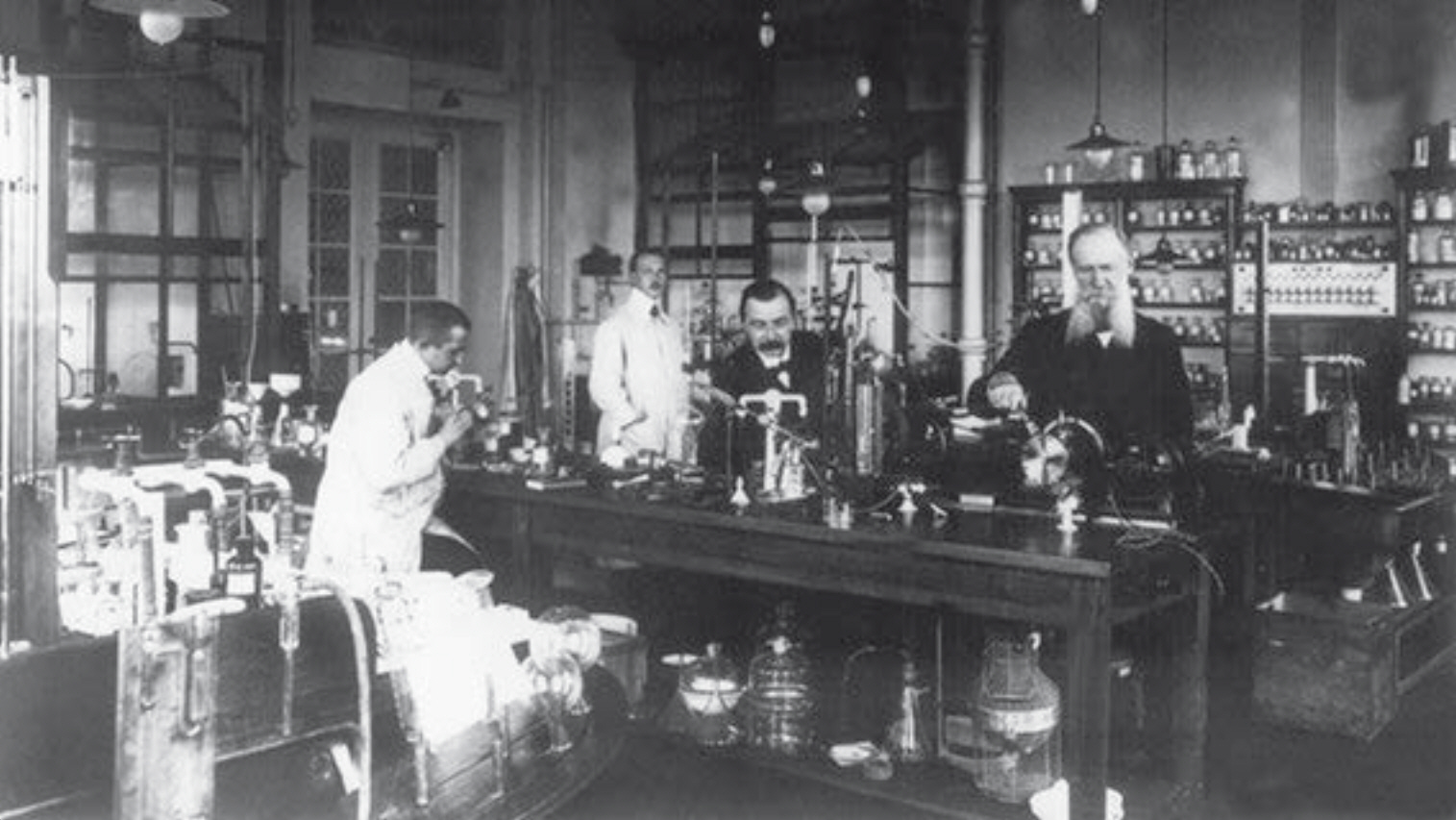
Beckmann 1913 im neuen Berliner Labor am KWI für Chemie

Beckmanns Spezialfächer waren die Nahrungsmittelchemie, die Chemie der ätherischen Öle, Untersuchungen der Isometrieverhältnisse von Oximidoverbindungen (Oxime) und Studien zur Ausbildung physikalisch-chemischer Arbeitsmethoden. Sein Name ist mit der Beckmann-Umlagerung, der intramolekularen Umlagerung von Ketoximen in substituierte Amide, dem Beckmann-Thermometer und den Beckmannischen Gefrier- und Siedeapparaten bis heute in der Chemie und chemischen Literatur präsent. Die Beckmann-Umlagerung wird heute noch in der chemischen Industrie zur Herstellung von ε-Caprolactam aus Cyclohexanonoxim im Zuge der Herstellung von Perlon angewendet. Sein literarisches Schaffen umfasst viele Fachaufsätze in Fachzeitschriften seiner Zeit sowie einige Bücher.
Das unter Beckmanns Leitung stehende Kaiser-Wilhelm-Institut für Chemie in Berlin und das unter Leitung von Fritz Haber befindliche Kaiser-Wilhelm-Institut für Physikalische Chemie erhielten 1912 in Berlin-Dahlem neue Gebäude.

## Ehrungen

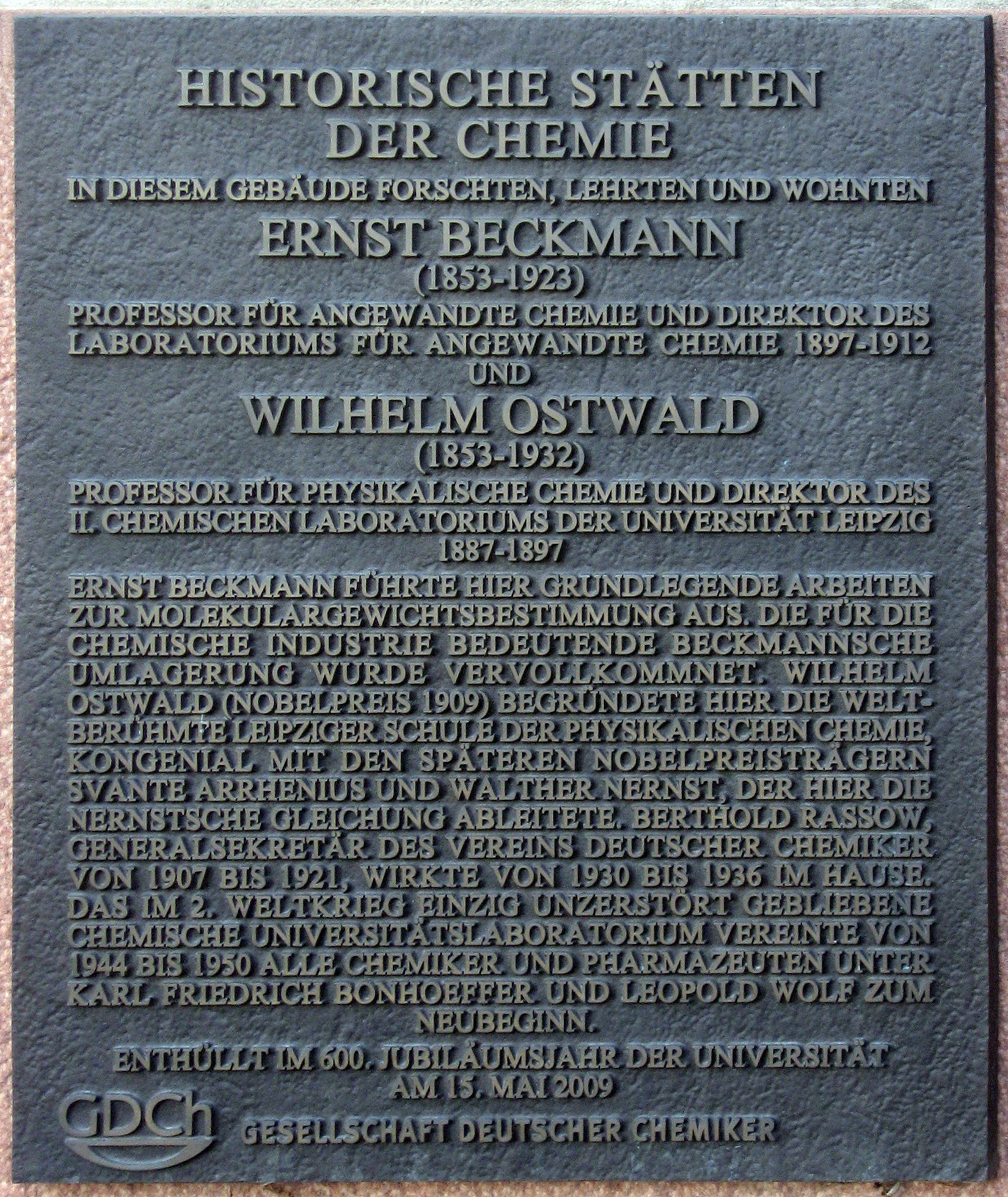
Gedenktafel der GDCh für Ernst Beckmann und Wilhelm Ostwald am alten Chemischen Institut der Universität Leipzig

Während seiner Erlanger Zeit erhielt Beckmann ehrenhalber die Mitgliedschaft des Akademischen Pharmazeutenverein, heute Corps Guestphalia. Zurück in Leipzig wurde er 1902 ebenfalls Ehrenmitglied im Pharmazeutisch-Naturwissenschaftlichen Verein, dem späteren Corps Vandalia.
Die GDCh würdigte im Jahr 2009 Beckmanns Wirken im Rahmen des Programmes Historische Stätten der Chemie in einer Gedenktafel am Alten Chemischen Institut in Leipzig.
Er hatte viermal Nominierungen für den Chemie-Nobelpreis eingereicht.

## Schriften (Auswahl)
- Über die Oxydationsprodukte der Dialkylsulfide und ähnlicher Verbindungen. 1878
- Über die Methode der Molekulargewichtsbestimmung durch Gefrierpunktserniedrigung, 1888[8]
- Das neubegrundete Laboratorium für angewandte Chemie an der Universität Leipzig. 1899, 2009
- Neue Vorrichtungen zum Färben nichtleuchtender flammen (Spektrallampen). 1901
- Johannes Wislicenus. In: Berichte der Deutschen Chemischen Gesellschaft. Band 37, 1905, S. 4861–4946.
- Studien zur ebullioskopischen Bestimmung von Molekulargewichten. 1907
- Studien über Schwefel, Selen und Tellur. 1913
- Chemische Bestimmungen des Nährwertes von Holz und Stroh: nach gemeinsamen Versuchen mit W. Lenz und E. Bark. 1914
- Verfahren zur Prüfung der Luft auf Gehalt an brennbaren Stoffen: nach gemeinsamen Versuchen mit Kurt Steglich. 1914
- Verfahren zur Herstellung eines Futtermittels aus Stroh: patentiert im Deutschen Reiche vom 2. Februar 1919 ab ; Reichspatentamt Patentschrift Nr. 354822, Klasse 53g, Gruppe 4 (B88 353 IV/ 53g). 1919
- Gerät zur Übermittlung von geheimen Lichtsignalen. 1920[9]
- Physikalisch-chemische Charakterisierung des Lignins aus Winterroggenstroh. 1921
- Erweiterung der Ebullioskopie und ihrer Anwendung auf binäre Gemische: theoretischer Teil. 1921
- Die Veredlung von Getreidestroh und Lupinen zu hochwertigen Futtermitteln. 1921
- Zum Hofmannschen Abbau der Säureamide in Amine. 1922